# Amos-Gletscher
Der Amos-Gletscher ist ein Gletscher im ostantarktischen Viktorialand. Er fließt  vom Bettle Peak in südöstlicher Richtung zum Blue Glacier, den er südöstlich des Hannon Hill erreicht.
Das Advisory Committee on Antarctic Names benannte ihn 1992 nach Larry Leon Amos, Bauingenieur des United States Geological Survey, der zwischen 1969 und 1970 an der zuvor zuletzt 1956 durchgeführten Positionsbestimmung des geographischen Südpols beteiligt war.